# Hôpital Debrousse

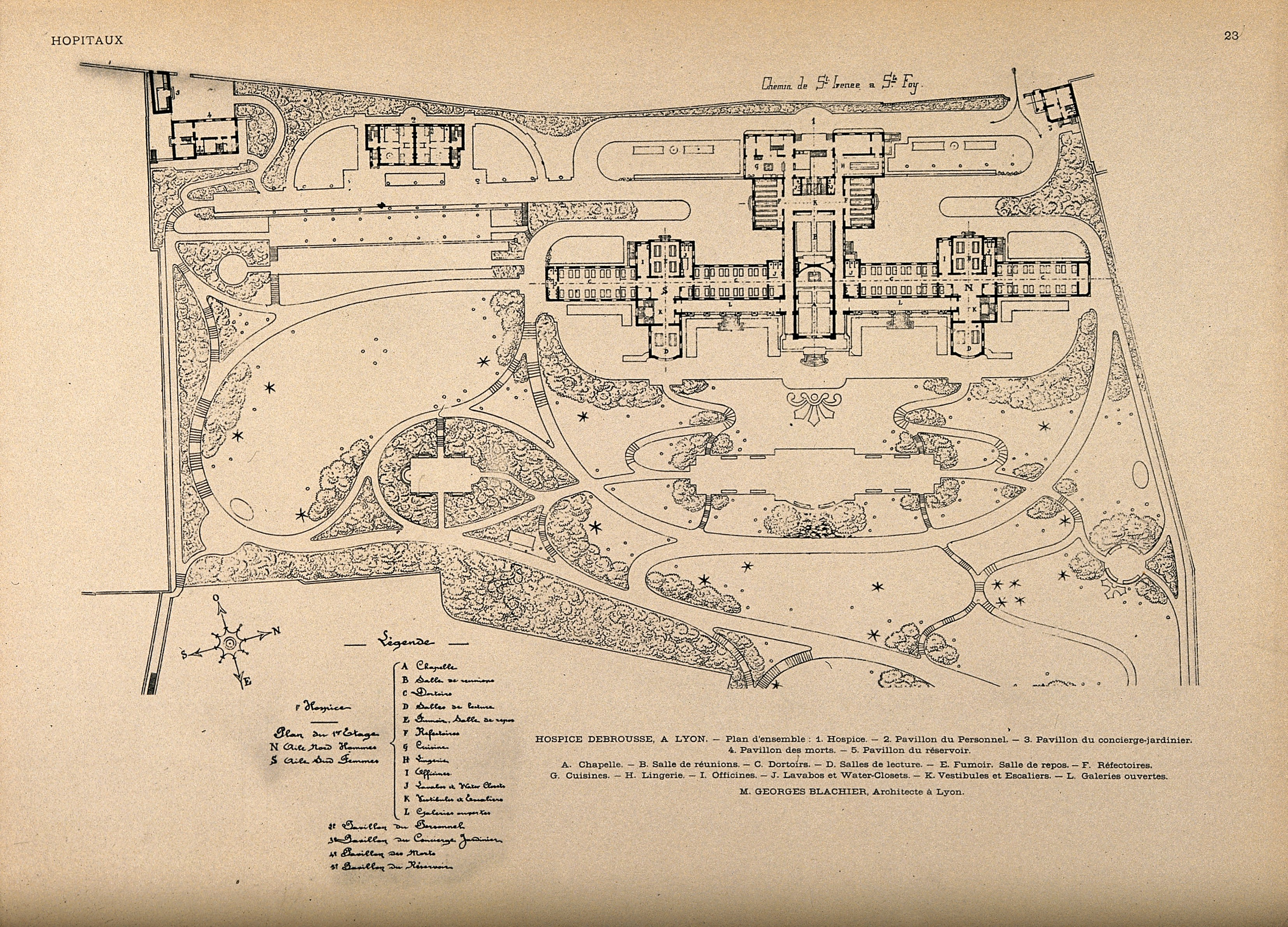
Plan de l'hôpital Debrousse en 1913.

L'hôpital Debrousse ou hospice Debrousse est un ancien hôpital spécialisé dans la pédiatrie situé n°29 rue Sœur-Bouvier, dans le 5e arrondissement de Lyon. Son activité hospitalière s'est terminée en 2007 pour regrouper les activités pédiatriques de l'agglomération lyonnaise dans l'Hôpital Femme-Mère-Enfant. 

## Histoire
Sa construction est décidée en 1904 par Marie-Félicie Dessans (d), veuve Debrousse, pour constituer un établissement pour les personnes âgées sur un terrain de 3,5 hectares . L'hôpital, conçu par Georges Blachier, un architecte lyonnais, est terminé entre 1907 et 1909, avant d'être cédé à l'Assistance Publique de Paris, qui délègue la gestion de l'établissement aux hospices civils de Lyon. L'hôpital accueille environ 200 patients à partir de 1909. L'inauguration de l'établissement a lieu le 5 juillet 1911, avant que le terrain soit agrandi par une acquisition en 1912.
À partir de 1920, l'hôpital accueille des activités pédiatriques, en provenance de l'hôpital de la Charité, en remplacement de son activité gériatrique. Ce changement d'activité induit entre 1921 et 1926 des travaux pour adapter les bâtiments à celle-ci. Cela permet d'accueillir 120 lits pour enfants vers 1920, puis 270 lits en 1924, avant d'atteindre pleinement sa capacité en 1926 avec 305 lits, après le transfert d'une nourricerie.
À partir des années 1960, les hospices civils construisent un bâtiment spécialement pour les prématurés. Peu de temps après, entre les années 60 et 70, un autre pavillon est construit pour les soins pédiatriques, en plus d'une résidence pour le sous-directeur, d'une salle d'opération chirurgicale et de l'extension du bâtiment de l'internat. 
En 2010, Vinci acquiert l'établissement et ses terrains, soit 26 000 m² de SHON, à Assistance Publique de Paris. À la suite de cette acquisition, 38 logements sociaux sont construits puis 117 sont construits dispersés en 5 immeubles. Les bâtiments historiques sont réhabilités par l'entreprise immobilière 6e sens pour constituer 68 appartements dont 15 sociaux.